# Серумен институт на Индия
Серумният институт на Индия (на английски: Serum Institute of India) е фармацевтично предприятие в Пуна, Индия.
Основано е през 1966 година от парсийския бизнесмен Сайръс Пунавала и към 2023 година е собственост на семейството му. Първоначално произвежда различни имунобиологични препарати като по-евтина алтернатива на вносните им аналози. През следващите десетилетия се разраства и към 2020 година е най-големият производител на ваксини в света по брой на произведените дози – около 1,5 милиарда. През 2022 година има обем на продажбите около 3,2 милиарда американски долара.